# معدل التسجيل الإجمالي

## التعريف
معدل التسجيل الإجمالي (GER) أو مؤشر التسجيل الإجمالي (GEI) هو مقياس إحصائي يتم استخدامه في قطاع التعليم ومن قِبل الأمم المتحدة في مؤشر التعليم الخاص بها لتحديد عدد الطلاب المسجلين في المدرسة على مستوى العديد من المراحل المختلفة (مثل المرحلة الابتدائية والمتوسطة والثانوية) وفحصه لتحليل نسبة عدد الطلاب الذين يعيشون في ذلك البلد إلى أولئك الذين يتأهلون لمرحلة معينة.
تصف منظمة الأمم المتحدة للتربية والعلوم والثقافة (اليونسكو) «معدل التسجيل الإجمالي» بأنه إجمالي التسجيل داخل البلد «في مستوى معين من التعليم، بغض النظر عن السن، والذي يتم التعبير عنه كنسبة مئوية من الفئة العمرية الرسمية المقابلة لهذا المستوى من التعليم».

## حساب التسجيل الإجمالي
إحدى الصيغ الابتدائية المستخدمة من قِبل معظم البلدان لحساب معدل التسجيل الإجمالي تتمثل في أن البلد يقوم بقسمة عدد الأفراد المسجلين بالفعل في المدارس على عدد الأطفال الذين هم في سن التسجيل بالمدارس.
فمعدل التسجيل الإجمالي في المدارس الابتدائية يأخذ بعين الاعتبار الأطفال الذين تتراوح أعمارهم بين 6 و11 عامًا.
فمعدل التسجيل الإجمالي في المدارس الثانوية يأخذ بعين الاعتبار الأطفال الذين تتراوح أعمارهم بين 12 و17 عامًا.
يأخذ معدل التسجيل الإجمالي الخاص بالتعليم العالي بعين الاعتبار عدد الشباب في الفئة العمرية الخامسة التي تلي الفئة التي تنتهي من المدرسة الثانوية وهؤلاء عادة ما يكونون في سن 18.
يتم إعطاء معدل التسجيل الإجمالي حسب عدد الطلاب المسجلين في القطاع التعليمي بمختلف مراحله - الأساسي والثانوي والتعليم العالي عن طريق تعداد الأطفال في سن المدرسة لهذه المراحل.

## مثال
على سبيل المثال، إذا كان لدى إحدى الدول 900000 شخص مسجل في المدرسة في العام الدراسي 2005/2006، فتتم قسمة هذا العدد على العدد الكلي للأفراد في سن المدرسة. وافترض أن هذا الرقم هو 1000000. هذا يعني أن 90 في المائة من الأشخاص مسجلون؛ أو أن 90 في المائة هو معدل التسجيل الإجمالي لتلك الدولة.
معدل التسجيل الإجمالي = عدد الطلاب المسجلين فعليًا / العدد المحتمل للطلاب المسجلين
= {\displaystyle {\frac {900000}{1000000}}={0.90}}
```

  

    

      

        
0.90

        
∗

        
100

        
%

        
=

        
90

        
%

      

    

    
{\displaystyle 0.90*100\%=90\%}

  

```

يمكن أن يكون معدل التسجيل الإجمالي أكبر من 100% كنتيجة لإعادة بعض الطلاب مرحلة دراسية معينة ودخول المدارس في سن أقل أو أكبر من السن النموذجية لهذه المرحلة.

## استخدام مؤشر التنمية البشرية للأمم المتحدة
يتم استخدام معدل التسجيل الإجمالي الموحد (CGER)، الذي يضم جميع المستويات التعليمية الثلاثة، لحساب مؤشر التنمية البشرية (HDI)، قياس الرفاهية للدول الأعضاء الدول الأعضاء في الأمم المتحدة. ومن بين طرق أخرى مستخدمة في العملية الحسابية، يُمنح معدل التسجيل الإجمالي الموحد الثلث في تقييم عنصر المعرفة ممثلاً من خلال التسجيل الإجمالي، في حين يتم إعطاء معدل ثقافة الكبار الثلثين الآخرين.